# Copa flavoplumosa
Espèce
Synonymes
- Copa benina Strand, 1916
- Copa benina nigra Lessert, 1933

Copa flavoplumosa est une espèce d'araignées aranéomorphes de la famille des Corinnidae.

## Distribution

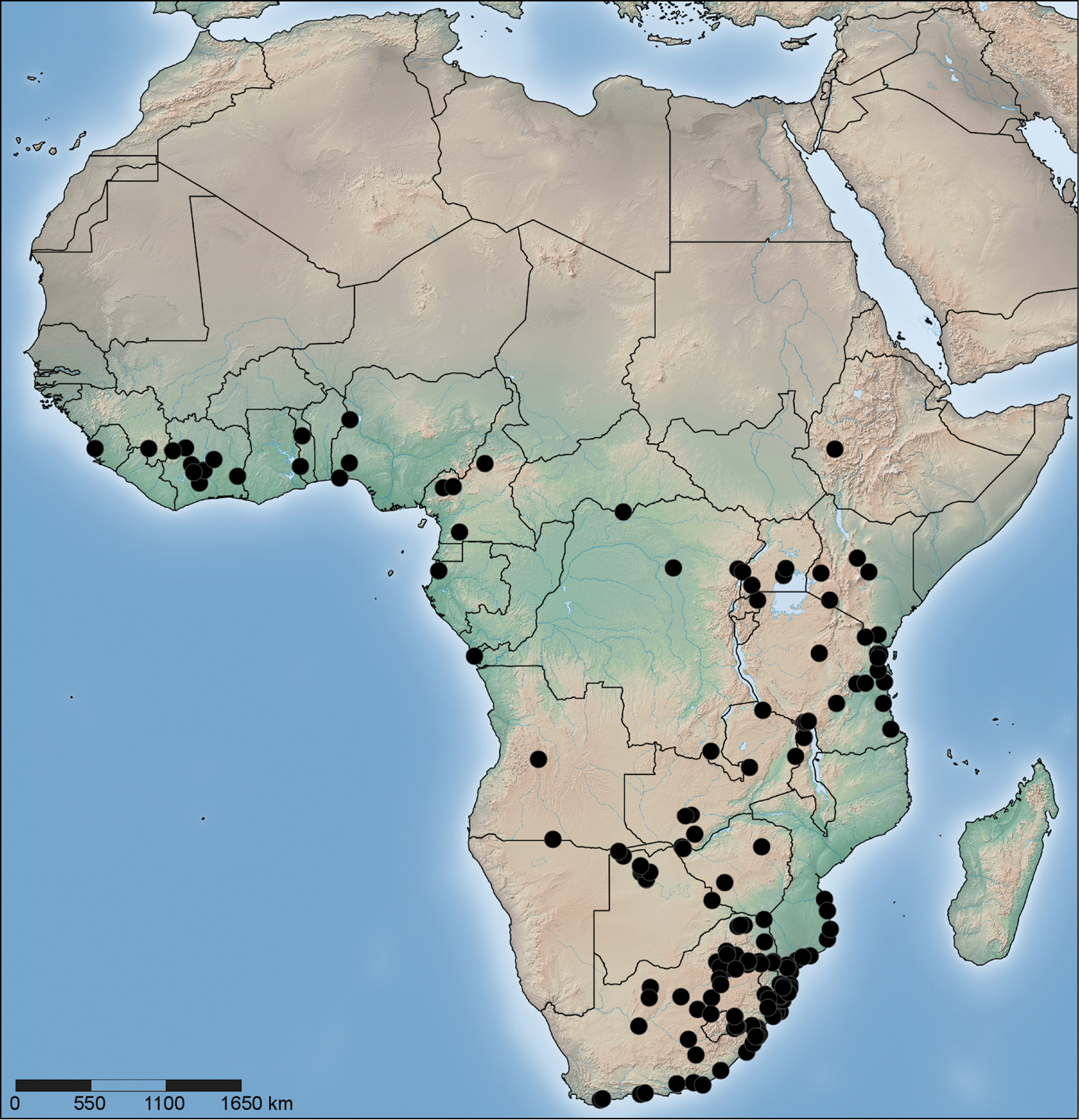
Distribution

Cette espèce se rencontre en Afrique subsaharienne ; de la Sierra Leone à l'Éthiopie et à l'Afrique du Sud.

## Description

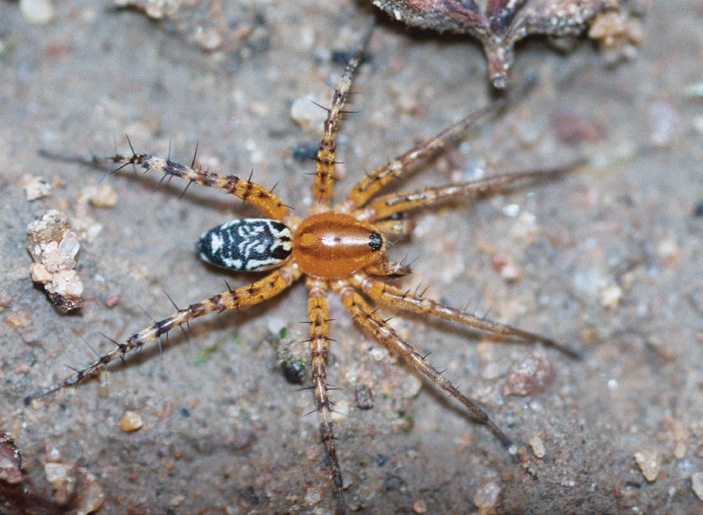
Copa flavoplumosa ♂

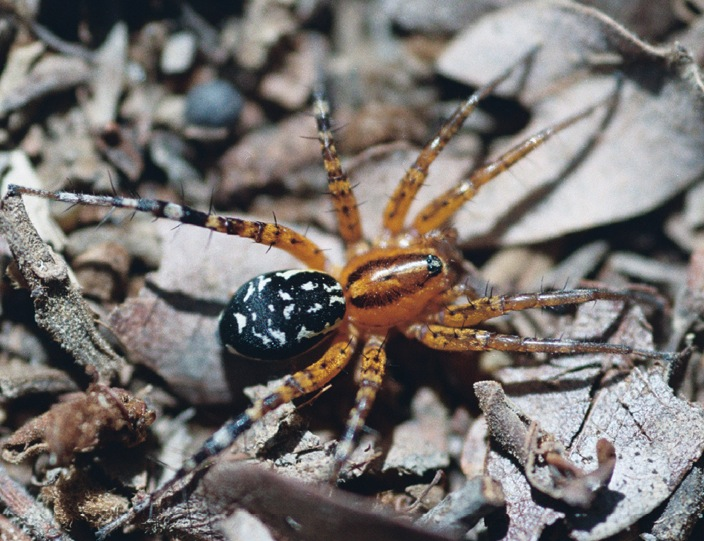
Copa flavoplumosa ♀

Le mâle décrit par Haddad en 2013 mesure 6,60 mm et la femelle 8,20 mm, les mâles mesurent de 5,20 à 8,90 mm et les femelles de 6,35 à 9,30 mm.

## Publication originale
- Simon, 1886 : Études arachnologiques. 18e Mémoire. XXVI. Matériaux pour servir à la faune des Arachnides du Sénégal. (Suivi d'une appendice intitulé: Descriptions de plusieurs espèces africaines nouvelles). Annales de la Société Entomologique de France, sér. 6, vol. 5, p. 345-396 (texte intégral).